# A Hole in the Head
A Hole in the Head is een Amerikaanse film uit 1959 van Frank Capra met in de hoofdrollen Frank Sinatra en Eleanor Parker.
De film is gebaseerd op het gelijknamige toneelstuk uit 1957 van Arnold Schulman, die ook het scenario schreef. A Hole in the Head deed het goed in de bioscopen en ook de kritieken waren positief. Er was een Oscar voor het liedje High Hopes. Het nummer speelde het jaar daarop (met nieuwe tekst) een belangrijke rol in de presidentsverkiezingscampagne van John F. Kennedy.
In de film wil het hoofdpersonage een groot amusementspark voor de hele familie bouwen in Florida. Dit was gebaseerd op de plannen van Walt Disney die al in 1948 een groot amusementspark wilde bouwen. In 1955 opende Disneyland zijn poorten in Anaheim, Californië. In oktober 1971 was de opening van Disney World bij Orlando in Florida.

## Verhaal
De eigenaar van het Garden of Eden Hotel, Tony Manetta, is een weduwnaar met een zoon van elf, Ally. Twintig jaar geleden kwam Manetta als twintigjarig schoffie uit de Bronx naar Miami Beach om zijn fortuin te maken. Hoewel hij zich gedraagt als een miljonair is Tony in werkelijkheid bijna blut en het gevaar bestaat dat hij zijn hotel kwijtraakt. De bank geeft hem nog 48 uur om zijn achterstallige termijnen te voldoen en in zijn wanhoop belt hij zijn oudere broer Mario voor een lening. Mario heeft een hekel aan zijn broer en weigert aanvankelijk. Hij gaat echter om als hij hoort dat zijn neefje Ally ziek is. Mario en zijn vrouw Sophie zijn kinderloos en idolaat van Ally. Ze vliegen onmiddellijk naar Miami om te zien dat Ally wonderbaarlijk snel genezen is. Mario die zijn broer ziet als een stuk uitschot probeert desondanks hem financieel te steunen met als voorwaarde dat hij een nette vrouw trouwt. Sophie heeft zelfs een geschikte kandidate, Eloise Rogers, een weduwe. Shirl, de vriendin van Tony is woedend als hij een afspraak maakt met Eloise. Ze had gehoopt Tony voor zich zelf te hebben en nu ziet ze hem bijna hertrouwd met een ander. Tony lijmt haar met beloftes van reisjes naar Cuba. Als Eloise Rogers arriveert is Ally diep onder de indruk. Hij is bang dat hij zal worden geadopteerd door Mario en Sophie en hoopt dat Tony met Eloise zal trouwen. Mario schoffeert de weduwe echter door te vragen of haar overleden man geld heeft nagelaten en ze rent weg. Voor ze echter kan vertrekken, vangt Tony haar op en na een korte ruzie besluiten ze in Eloises appartement te gaan dineren. Al snel bekent Tony dat hij alleen heeft toegezegd haar te ontmoeten vanwege een mogelijke lening van Mario. Tot zijn verbazing reageert Eloise enthousiast. Ze is blij dat ze ergens voor nodig is, al is het alleen maar als lokvogel. Als Tony terugkomt bij Mario, weigert deze hem altijd nog de lening totdat hij meer zekerheid heeft over Eloise. Als hij ook dreigt met een proces over de voogdij van Ally lopen de spanningen snel op. Op zoek naar ontspanning komt Tony is het Fontainebleau Hotel waar hij zijn oude vriend Jerry ontmoeten. Ze raken in gesprek en Tony onthult zijn plannen om een groot amusementspark voor de hele familie te bouwen. Jerry doet net alsof hij is geïnteresseerd en ze spreken af bij de hondenrenbaan om de plannen te bespreken. Snel verkoopt Tony zijn Cadillac voor 500 dollar om net te doen alsof hij schatrijk is. Op de renbaan probeert hij Jerry en diens vriendinnetje Dorine te imponeren door 500 dollar op een hond in te zetten. Tot ieders verbazing wint Tony en hij heeft nu voldoende geld om de bank weer even gerust te stellen. Hij vertelt het goede nieuws aan Ally die gelijk wegrent. Als even later een race van start zal gaan met een hond die Lucky Ally heet, laat Tony zich overhalen opnieuw in te zetten. Nu verliest hij al zijn geld. Als hij Jerry aanspreekt over de plannen voor het amusementspark krijgen ze ruzie en Tony wordt door de lijfwacht van Jerry in elkaar geslagen. Terug in het hotel wordt Tony gefeliciteerd door Ally, Mario, Sophie en Eloise. Boos op zichzelf roept Tony uit dat hij een schoft is die het niet waard is om zijn zoon op te voeden. Mario heeft medelijden met hem en belooft hem alsnog een lening. Maar Tony wil nu dat Ally naar zijn broer gaat en weigert. Hij slaat zijn zoon zelfs en loopt dan weg. De volgende morgen zoekt Ally zijn vader op het strand en ze verzoenen zich. Eloise is er ook en nodigt iedereen, ook Mario en Sophie, uit voor een etentje bij haar thuis. Gezamenlijk loopt iedereen weg van het strand, even is er geen tijd voor zorgen en narigheid.

## Rolverdeling
| Acteur             | Personage      |
| ------------------ | -------------- |
| Frank Sinatra      | Tony Manetta   |
| Edward G. Robinson | Mario Manetta  |
| Eleanor Parker     | Eloise Rogers  |
| Carolyn Jones      | Shirl          |
| Thelma Ritter      | Sophie Manetta |
| Keenan Wynn        | Jerry Marks    |
| Joi Lansing        | Dorine         |
| Joyce Nizzari      | Alice          |
| Dub Taylor         | Fred           |
| James Komack       | Julius Manetta |

## Achtergrond

### Voorgeschiedenis
Op 28 februari 1957 ging in het Plymouth Theater op Broadway het toneelstuk A Hole in the Head van Arnold Schulman in première. Het stuk haalde 156 voorstellingen en was een succes, met een Tony Award voor decorontwerper Boris Aronson. Een van de bezoekers was Frank Sinatra die opgetogen was over A Hole in the Head. Toen het stuk sloot op 13 juli 1957 kocht zijn agent, Bert Allenberg, de filmrechten voor 200.000 dollar. Sinatra huurde Schulman in voor het scenario en zocht Frank Capra aan voor de regie. De inmiddels 61 jaar oude Capra had in 1951 voor het laatst geregisseerd (Here Comes the Groom) en had het gevoel dat hij zich weer moest bewijzen. Sinatra, die Capra bewonderde wilde echter graag met hem werken. Ze richtten de productiemaatschappij SinCap op om de film te produceren. Sinatra kreeg twee derde van de aandelen en Capra de rest. Vanwege filmverplichtingen van Capra werden de opnames uitgesteld. Maar de film die hij zou regisseren voor Columbia Pictures, werd geannuleerd na het overlijden van Columbia's studiobaas Harry Cohn. Capra was vrij om A Hole in the Head te maken.

### Scenario
Het scenario werd geschreven door Arnold Schulman, die ook het toneelstuk had geschreven. De inspiratie  voor A Hole in the Head kwam van Schulmans vader, eigenaar van een hotel in Miami. EInd jaren veertig schreef hij de eerste versie van het toneelstuk, toen nog een eenakter onder de titel The Dragon's Head. Later breidde hij de tekst uit tot een compleet toneelstuk, My Fiddle Has Three Strings, dat nooit werd geproduceerd. Een deel werd herschreven tot een televisiefilm en in 1956 herschreef hij het weer tot een toneelstuk A Hole in the Head. Na het succes op Broadway ging Schulman aan de slag met het scenario, wektitel, All My Tomorrows. Een van de grote veranderingen was dat alle personages Italiaanse namen kregen in plaats van Joodse namen. Dat Capra en Sinatra Italiaanse voorouders hadden, zal hier niet vreemd aan zijn geweest. Het personage van Jerry werd speciaal voor de film gecreëerd.

### Acteurs
Frank Sinatra wilde dolgraag werken met twee filmlegendes, Frank Capra en Edward G. Robinson. De toezegging van Robinson om de rol van Mario op zich te nemen, was voor Sinatra een hele eer. De rol van zijn zoon Ally werd gespeeld door twaalfjarige Eddie Hodges. Capra had de jongen gezien in The Music Man, een Broadwaymusical en in het quizprogramma Name That Tune, en stelde hem voor aan Sinatra. Die was onder de indruk van de jonge acteur en huurde hem in.

### Productie
Capra was het filmmaken niet verleerd. Hij bleef keurig onder het budget (1,8 miljoen) en voltooide de film tussen 10 november 1958 en 9 januari 1959 in 40 dagen, tachtig dagen voor de gestelde deadline. Er werd gefilmd in Miami bij het Cardozo Hotel, het Fontainebleau Hotel, de hondenrenbaan Flagler Dog Track en het strand bij South Beach. Een dag werd er gefilmd op het strand bij Hollywood bij Oxnard. Alle studio-opnames werden ook in Hollywood gemaakt in de Samuel Goldwynstudio's. Er werd gefilmd met een Panatarlens van Panavision die het mogelijk maakte om nachtscènes op te nemen met een tiende van het licht dat normaal werd gebruikt. Voor de scène in het Fontainebleau Hotel werden waterskiërs van de Cypress Gardens, twee orkesten, wilde vogels en zo'n vijfentachtig figuranten, veelal meisjes, ingehuurd. Problemen ondervond Capra met zijn acteurs. Frank Sinatra had een slechte verhouding met de pers en tijdens de opnames in Miami werd elk gerucht over de acteur uitvergroot tot een schandaal. Ook had Capra moeite om zijn twee sterren, Sinatra en Robinson, tevreden te houden. Sinatra haatte reperteren en overbodige takes. terwijl Edward G. Robinson, een gelauwerd acteur, repetities essentieel vond. Om te voorkomen dat dit invloed had op de film liet Capra Sinatra alleen oproepen voor de opnames terwijl Robinson repeteerde met een stand-in.

## Muziek
De volgende liedjes zijn in de film te horen:
- All My Tomorrows (Sammy Cahn/Jimmy Van Heusen) Gezongen door: Frank Sinatra
- High Hopes (Sammy Cahn/Jimmy Van Heusen) Gezongen door: Frank Sinatra en Eddie Hodges
- Shirl's Theme (Cha-Cha) (Nelson Riddle) Gezongen door: Carolyn Jones